# Station Kortrijk-Luipaardbrug
Het Station Kortrijk-Luipaardbrug is een voormalige spoorweghalte op de in 1960 voor het reizigersverkeer gesloten spoorlijn 83. Het was het meest oostelijk gelegen station binnen Kortrijk, met één perron langs het enkelspoor.

## Ligging
Het ligt op de gemeentegrens tussen Kortrijk en Harelbeke, naast een pannenfabriek en was genoemd naar de vlakbijgelegen Luipaardbrug over het Kanaal Bossuit-Kortrijk.

## Geschiedenis en naamgeving
De stopplaats werd officieel geopend op 13 september 1924 (OdS 11/1924 en 6/1927). Aanvankelijk kreeg het de naam Courtrai-Luypaerdbrug (in het Frans) en Kortryk-Luypaertbrug in het Nederlands (per 1-10-1924). Vanaf 1 februari 1938 werd dit vervangen door de schrijfwijze Luijpaerdbrug.
Gedurende twee maanden in het begin van de Tweede Wereldoorlog stopten de treinen niet meer in Kortrijk-Luypaardbrug, en dit vanaf 6 oktober 1940 tot 5 december 1940. Op 4 mei 1942 werd de naam opnieuw gewijzigd, ditmaal in Luypaerdbrug, om vanaf 7 oktober 1950 officieel Kortrijk-Luipaardbrug te heten.

## Heden
De lijn is inmiddels opgebroken en vervangen door een fietspad dat deel uitmaakt van het Guldensporenpad, een fietsverbinding van het oosten (Zwevegem) naar het westen (Marke) van de Kortrijkse agglomeratie. Op de plaats van de stopplaats Luipaardbrug staat evenwel nog een plaatsnaambord in de oorspronkelijke spelling: "Luypaertbrug".
0,0: Kortrijk ·
2,9: Kortrijk-Luipaardbrug ·
4,5: Zwevegem-Blokken ·
6,0: Zwevegem ·
8,3: Knokke (Zwevegem) ·
11,3: Moen-Heestert ·
12,6: Outrijvestraat ·
15,0: Avelgem ·
17,5: Kluisberg ·
18,7: Orroir ·
21,9: Amougies ·
23,9: Rozenaken ·
25,2: Triburie ·
27,7: Leuzesesteenweg ·
28,7: Ronse
Aalbeke ·
Bissegem ·
Heule ·
Heule-Leiaarde ·
Kortrijk ·
Kortrijk-Luipaardbrug ·
Kortrijk-Vorming ·
Kortrijk-West ·
Kortrijk-Weide ·
Marke ·
Sint-Katerine